# Скрад
Скрад је насељено место и седиште истоимене општине у Приморско-горанској жупанији, Хрватска.

## Историја
До територијалне реорганизације у Хрватској налазио се у саставу бивше велике општине Делнице.

## Становништво
На попису становништва 2011. године, општина Скрад је имала 1.062 становника, од чега у самом Скраду 694.

## Попис1991.
На попису становништва 1991. године, насељено место Скрад је имало 885 становника, следећег националног састава:
| Попис 1991.‍  | Попис 1991.‍  | Попис 1991.‍ | Попис 1991.‍ | Попис 1991.‍ |
| ------------ | ------------ | ----------- | ----------- | ----------- |
|              |              |             |             |             |
| Хрвати       | Хрвати       |             | 844         | 95,36%      |
| Срби         | Срби         |             | 14          | 1,58%       |
| Југословени  | Југословени  |             | 10          | 1,12%       |
| Муслимани    | Муслимани    |             | 5           | 0,56%       |
| Пољаци       | Пољаци       |             | 2           | 0,22%       |
| Бугари       | Бугари       |             | 1           | 0,11%       |
| Словенци     | Словенци     |             | 1           | 0,11%       |
| неопредељени | неопредељени |             | 8           | 0,90%       |
| укупно: 885  |              |             |             |             |

## Галерија
- Заштићено подручје „Зелени Вир“, Горски котар